# Leid und Herrlichkeit
Leid und Herrlichkeit (Originaltitel Dolor y gloria, internationaler englischsprachiger Titel Pain & Glory) ist ein Filmdrama von Pedro Almodóvar, das am 22. März 2019 in die spanischen Kinos kam. Die internationale Premiere erfolgte am 17. Mai 2019 im Rahmen der Internationalen Filmfestspiele von Cannes, wo der Film im Wettbewerb um die Goldene Palme konkurrierte. Die Geschichte des Films ist autobiografisch geprägt. Im Rahmen der Oscarverleihung 2020 wurde er als bester Internationaler Film nominiert, zudem Antonio Banderas für seine Rolle als bester Hauptdarsteller.

## Handlung
Der Film folgt der Lebensgeschichte eines gealterten Filmregisseurs. Almodóvar reflektiert darin Entscheidungen, die er in seinem Leben als Filmemacher getroffen hat, und erzählt von den ersten Lieben, den zweiten Lieben, seiner Mutter und der Sterblichkeit, aber auch von einem Schauspieler, mit dem der Regisseur gearbeitet hat, den 1960er und den 1980er Jahren sowie auch in der Gegenwart.

## Produktion

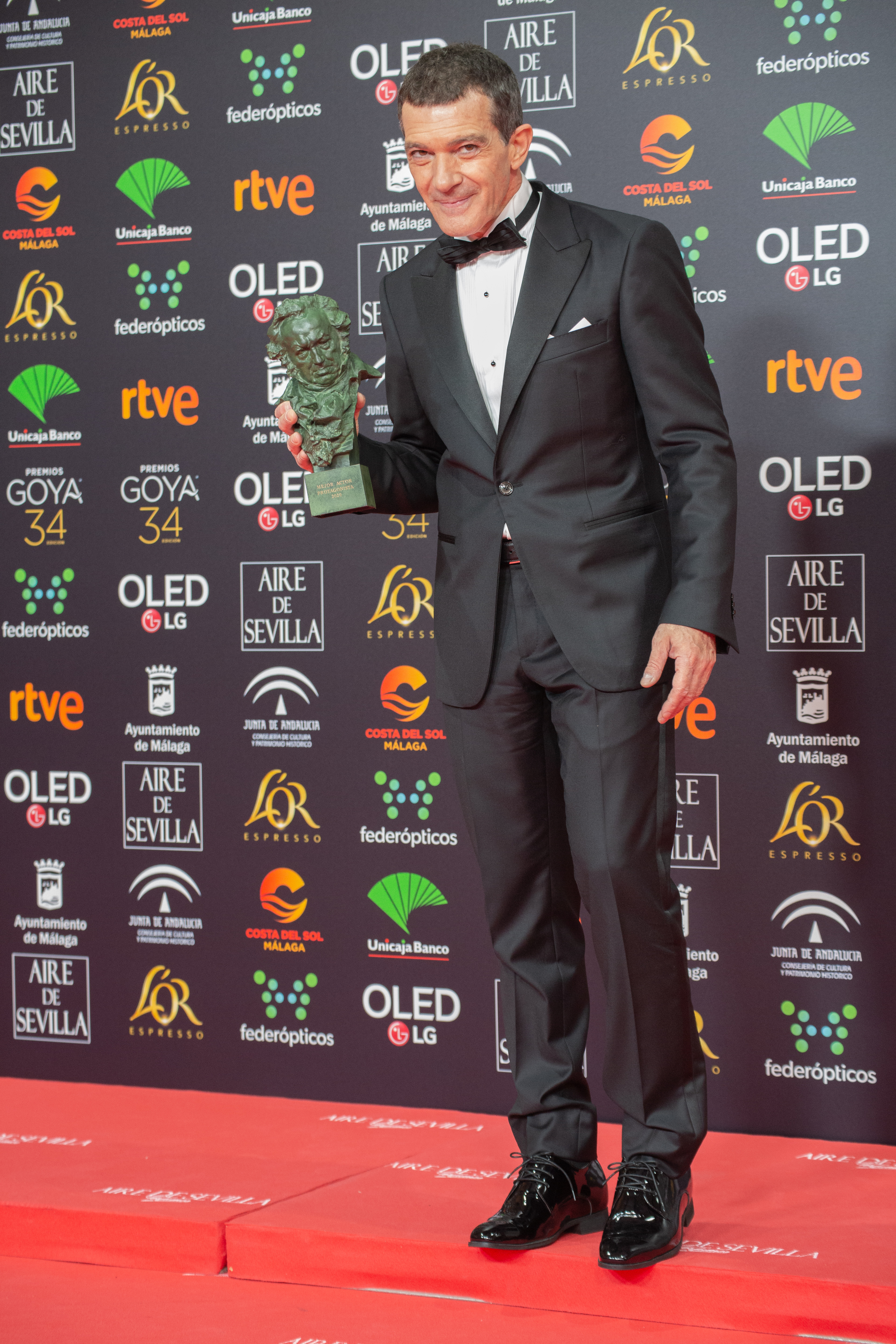
Antonio Banderas, hier bei der Goya-Verleihung 2020, übernahm die Hauptrolle als Salvador Mallo

Regie führte Pedro Almodóvar. Der Regisseur mischt in seinem Film Autobiografisches und Fiktion. Doris Senn vom Filmbulletin bemerkt in ihrer Kritik, Leid und Herrlichkeit nehme die in den früheren Filmen erzählten Geschichten des „Begehrens“ und der „Kindheit“ wieder auf. So lebe die Hauptfigur in La ley del deseo, mit dem Almodóvar 32 Jahre zuvor seinen Durchbruch feierte, in einer Dreiecksgeschichte mit zwei Männern auf, und bereits in La mala educación sei ein Filmemacher in einer Schaffenskrise von seiner Kindheit eingeholt worden.
Antonio Banderas übernahm die Hauptrolle als Salvador Mallo. Dieser ist das Alter Ego von Pedro Almodóvar und der Name ein Teilakronym von Almodóvar. Penélope Cruz übernahm die Rolle seiner Mutter Jacinta Mallo, die im Alter von Julieta Serrano gespielt wird. Die Rolle von Alberto Crespo wurde mit Asier Etxeandia besetzt. In weiteren Rollen sind Leonardo Sbaraglia als Federico, Nora Navas als Mercedes und Cecilia Roth als Zulema zu sehen. Raúl Arévalo spielt Salvadors Vater, Pedro Almodóvars Bruder Agustín Almodóvar übernahm im Film die Rolle eines Geistlichen. Der spanische Popstar Rosalía ist in Dolor y gloria in ihrer Debütfilmrolle zu sehen.
Die Dreharbeiten fanden in der spanischen Gemeinde Paterna in der Provinz Valencia statt.
Der Film feierte am 13. März 2019 im Capitol in Madrid seine Premiere und kam am 22. März 2019 in die spanischen Kinos. Die internationale Premiere erfolgte am 17. Mai 2019 im Rahmen der Internationalen Filmfestspiele von Cannes, wo der Film im Wettbewerb um die Goldene Palme konkurrierte. Im Juni 2019 wurde er beim Sydney Film Festival vorgestellt. Am 25. Juli 2019 soll der Film in die deutschen und am darauffolgenden Tag in österreichischen Kinos kommen. Zuvor wurde er Ende Juni und Anfang Juli 2019 beim Filmfest München in der Sektion Spotlight gezeigt. Im September 2019 wurde der Film beim Toronto International Film Festival im Rahmen der Special Presentations und Ende September, Anfang Oktober 2019 beim New York Film Festival gezeigt.
Die deutsche Synchronisation entstand nach der Dialogregie von Pierre Peters-Arnolds im Auftrag der Christa Kistner Synchronproduktion GmbH, Berlin. Bernd Vollbrecht leiht in der deutschen Fassung Salvador Mallo seine Stimme, Claudia Lössl synchronisiert seine Mutter Jacinta in jungen Jahren.

## Rezeption

### Altersfreigabe
In den USA erhielt der Film von der MPAA ein R-Rating, was einer Freigabe ab 17 Jahren entspricht. In Deutschland wurde der Film von der FSK bereits ab 6 Jahren freigegeben. In der Freigabebegründung heißt es, der Drogenkonsum der Hauptfigur werde nicht verherrlicht und das Thema Homosexualität werde so selbstverständlich dargestellt, dass keinerlei Beeinträchtigung bei Kindern ab sechs Jahren zu befürchten sei.

### Kritiken und Einspielergebnis
Der Film konnte bislang 96 Prozent der Kritiker bei Rotten Tomatoes überzeugen und erhielt hierbei eine durchschnittliche Bewertung von 8,3 der möglichen 10 Punkte, womit er hier einen der mittleren Plätze bei den in Cannes vorgestellten Filmen belegte. Auf Metacritic erhielt der Film einen Metascore von 87 von 100 möglichen Punkten. Im Kritikerspiegel von critic.de erhielt er überwiegend positive Kritiken. In der bei Screen veröffentlichten Kritikerumfrage zu den Festivalbeiträgen in Cannes erhielt er 3,3 von 4 möglichen Punkten. Indie Wire zählte Leid und Herrlichkeit zu den besten LGBTQ-Filmen des Jahres 2019.
Doris Senn vom Filmbulletin meint, ohne die exzentrischen Figuren und das groteske Überborden der Handlung, die zu einem Markenzeichen von Almodóvars Schaffen wurden und die zumindest ansatzweise auch die beiden ersten Teile der sich über 32 Jahre spannenden Trilogie prägen, gebe sich Leid und Herrlichkeit zurückhaltender, auch subtiler, poetischer, versöhnlicher und vielleicht sogar altersmilde. Hier sei ein typischer Almodóvar entstanden, der einmal mehr die großen Emotionen und Obsessionen Revue passieren lasse und gleichzeitig ein sehr persönliches Porträt des ungebrochen schaffenshungrigen Filmemachers.
Michael Meyns von der Gilde deutscher Filmkunsttheater schreibt, so zart und verletzlich wie in Leid und Herrlichkeit habe Antonio Banderas noch nie gewirkt: „Ohne in Pathos und Melodrama zu fallen deutet er die Selbstzweifel seiner Figur an, die Fehler und Versäumnisse, die sich in Jahrzehnten angesammelt haben, den Versuch, mit seiner Vergangenheit ins Reine zu kommen.“ Pedro Almodóvar habe mit Leid und Herrlichkeit einen Film gedreht, der einerseits sein Œuvre konsequent fortsetzt, andererseits aber auch eine neue Richtung einschlägt: „Hin zu einem Kino, das seine Kraft nicht mehr aus Exzess oder melodramatischer Übertreibung schöpft, sondern sich ganz aus den Emotionen seiner Figuren speist. Ein großer Film von einem großen Regisseur.“
Von der Filmzeitschrift epd Film wurde Leid und Herrlichkeit zum Film des Monats Juli 2019 bestimmt.
Die weltweiten Einnahmen des Films aus Kinovorführungen belaufen sich bislang auf 27,4 Millionen US-Dollar. Nach seinem Start in Deutschland erreichte er Platz 1 der Arthouse-Kinocharts und verzeichnet hier bislang 195.882 Besucher.

### Auszeichnungen (Auswahl)
Leid und Herrlichkeit wurde  von Spanien als Beitrag für die Oscarverleihung 2020 in der Kategorie Bester Internationaler Film eingereicht und Mitte Januar 2020 von der Academy of Motion Picture Arts and Sciences in dieser Kategorie nominiert. Zudem befand sich der Film in einer Shortlist in der Kategorie Beste Filmmusik. Im Folgenden eine Auswahl weiterer Auszeichnungen und Nominierungen.
AACTA International Awards 2020
- Nominierung als Bester Hauptdarsteller (Antonio Banderas)[26]

Critics’ Choice Movie Awards 2020
- Nominierung als Bester Hauptdarsteller (Antonio Banderas)
- Nominierung als Bester fremdsprachiger Film[27]

Europäischer Filmpreis 2019
- Nominierung als Bester europäischer Film
- Nominierung für die Beste Regie (Pedro Almodóvar)
- Nominierung für das Beste Drehbuch (Pedro Almodóvar)
- Auszeichnung als Bester Darsteller (Antonio Banderas)
- Nominierung für den Publikumspreis
- Auszeichnung für die Beste Ausstattung (Antxon Gómez)[28][29]

GLAAD Media Awards 2020
- Nominierung als Bester Film – Limited Release[30]

Golden Globe Awards 2020
- Nominierung als Bester fremdsprachiger Film (Pedro Almodóvar)
- Nominierung als Bester Hauptdarsteller – Drama (Antonio Banderas)

Goya 2020
- Auszeichnung als Bester Film
- Auszeichnung für die Beste Regie (Pedro Almodóvar)
- Auszeichnung für das Beste Originaldrehbuch (Pedro Almodóvar)
- Auszeichnung für die Beste Filmmusik (Alberto Iglesias)
- Auszeichnung als Bester Hauptdarsteller (Antonio Banderas)
- Auszeichnung als Beste Nebendarstellerin (Julieta Serrano)
- Auszeichnung für den Besten Schnitt (Teresa Font)
- Nominierung als Beste Hauptdarstellerin (Penélope Cruz)
- Nominierung als Bester Nebendarsteller (Asier Etxeandia)
- Nominierung für die Beste Kamera (José Luis Alcaine)
- Nominierung für das Beste Szenenbild (Antxón Gómez)
- Nominierung für die Besten Kostüme (Paola Torres)
- Nominierung für die Beste Maske (Ana Lozano, Sergio Pérez Berbel und Montse Ribé)
- Nominierung für den Besten Ton (Sergio Bürmann, Pelayo Gutiérrez und Marc Orts)[31]

Hollywood Film Awards 2019
- Auszeichnung mit dem Hollywood Actor Award (Antonio Banderas)[32]

Hollywood Music in Media Awards 2019
- Nominierung für die Beste Filmmusik – Spielfilm (Alberto Iglesias)[33]

Internationale Filmfestspiele von Cannes 2019
- Nominierung für die Goldene Palme (Pedro Almodóvar)
- Nominierung für die Queer Palm (Pedro Almodóvar)[34]
- Auszeichnung mit dem Cannes Soundtrack Award – Disque d’Or (Alberto Iglesias)
- Auszeichnung als Best bewerteter Film – Le Film français (Pedro Almodóvar)
- Auszeichnung als Bester Darsteller (Antonio Banderas)

London Critics’ Circle Film Awards 2020
- Nominierung als Bester Film
- Nominierung als Bester fremdsprachiger Film
- Nominierung für die Beste Regie (Pedro Almodóvar)
- Nominierung für das Beste Drehbuch (Pedro Almodóvar)
- Nominierung als Bester Schauspieler (Antonio Banderas)[35]

Los Angeles Film Critics Association Awards 2019
- Auszeichnung als Bester Hauptdarsteller (Antonio Banderas)
- Auszeichnung als Bester fremdsprachiger Film

National Board of Review Awards 2019
- Aufnahme in die Top 5 der besten fremdsprachigen Filme[36]

New York Film Critics Circle Awards 2019
- Auszeichnung als Bester Hauptdarsteller (Antonio Banderas)

Online Film Critics Society Awards 2020
- Nominierung als Bester Hauptdarsteller (Antonio Banderas)
- Nominierung als Bester fremdsprachiger Film[37]

Oscarverleihung 2020
- Nominierung als Bester Hauptdarsteller (Antonio Banderas)
- Nominierung als Bester Internationaler Film

Satellite Awards 2019
- Nominierung für die Beste Regie (Pedro Almodóvar)
- Nominierung für das Beste Originaldrehbuch (Pedro Almodóvar)
- Nominierung als Bester Hauptdarsteller – Drama (Antonio Banderas)
- Nominierung als Beste Nebendarstellerin (Penélope Cruz)[38]

Sydney Film Festival 2019
- Nominierung als Bester Film für den Sydney Film Prize (Pedro Almodóvar)